# Francis Cuggy
Francis Cuggy, nacido en Walker (Northumberland) el 16 de junio de 1889 y fallecido en la misma ciudad el 27 de marzo de 1965, fue un futbolista y entrenador inglés que jugaba en la posición de mediocentro defensivo.

## Trayectoria
Fue el primer entrenador de la historia del Celta de Vigo, alienándose también como jugador del equipo celeste, siendo probablemente también el primer extranjero del club.
Comenzó a jugar en el Willington Athletic, de donde salió para fichar por el Sunderland en 1909, debutando con una derrota ante el Aston Villa el 12 de febrero de 1913. En el Sunderland estuvo a punto de conseguir el doblete en la temporada 1912-1913 al ganar el campeonato inglés, pero perdió la final de la Copa FA ante el Aston Villa que a su vez fue subcampeón de Liga.
Cuggy fue dos veces internacional con la Selección de fútbol de Inglaterra, en ambas ocasiones ante Irlanda y en ambas citas el resultado fue de derrota para el combinado inglés.
Al comienzo de la Primera Guerra Mundial interrumpió su carrera futbolística, reincorporándose al finalizar la contienda, en la temporada 1919-1920, pero dejó el club en mayo de 1921 para convertirse en jugador y entrenador del Wallsend. En sus doce años en el Sunderland jugó un total de 190 partidos anotando cuatro goles.
Tras dos años en el Wallsend aceptó una oferta del Celta de Vigo para entrenar al club acabado de crear. Se presentó en Vigo en enero de 1924 y pocos días después debutó como jugador ante un combinado de marineros ingleses, el 17 de enero de 1924 en el Campo de Coya.
Pese a llegar al Celta con un contrato de cinco temporadas solo estuvo dos en la ciudad olívica, siendo substituido por Andrés Balsa al final de las mismas, en esos años conquistó el título de campeón gallego en las dos temporadas y llevó al Celta de Vigo a la semifinal de la Copa de España de la temporada 1924-1925 contra el Arenas de Getxo. Disputó un total de 24 partidos con el Celta, ganando 16, empatando 4 y perdiendo solo 4 partidos, con 85 goles a favor y 32 en contra.
Estos números convierten a Francis Cuggy en el entrenador con mejor media en la historia del Celta, con 2,17 puntos por partido.
Una vez acabó su vinculación con el fútbol, Cuggy trabajó en los astilleros de Wearside.
En el año 2002, la camiseta que vistió en la final de la FA Cup de 1913 fue subastada en la casa de subastas Christie's de Londres, vendiéndose por 5.875 £.

## Palmarés
Sunderland AFC
- Campeonato Inglaterra: 1912/13.
- FA Cup: Subcampeonato 1913.

Celta de Vigo
- Campeonato de Galicia: 1923 y 1924.
- Copa de España: Semifinalista 1925.